# Матюшкина, Анна Алексеевна
Княжна Анна Алексеевна Гагарина, в замужестве графиня Матюшкина (1722 — 3 мая 1804) — фрейлина императрицы Елизаветы Петровны, статс-дама двора Екатерины II, с 1796 г. обер-гофмейстерина.

## Биография
Старшая из сестёр князя Матвея Алексеевича Гагарина, была внучкой по отцу князя Матвея Петровича Гагарина, а по матери — барона Петра Шафирова, служившего при Петре I вице-канцлером. Обе сестры её, фрейлины императрицы Елисаветы, состояли при великой княгине Екатерине Алексеевне; после смерти в 1746 г. от горячки одной из них, княжна Анна была выписана из Москвы императрицей Елизаветой, чтобы занять место покойной. Другая сестра её, княжна Дарья Алексеевна, в следующем же году вышла замуж за жениха умершей их сестры, князя Александра Михайловича Голицына.
В своих «Записках» Екатерина II не раз упоминает с доброжелательством о княжне Гагариной, которая из всех приставленных к ней Елизаветой придворных дам была наиболее ей предана и доказала это на деле. Служа сначала посредницей в начинавшейся интриге Екатерины с графом Захаром Чернышевым и заметив, что дело зашло слишком далеко, она не только отказалась передавать любовные записочки великой княгини, но и пожурила её за роль, которую та заставляла её играть, и Екатерина, насколько видно из её «Записок», ничуть не обижалась на неё за это. Хотя княжна не скрывала своей антипатии и к другому фавориту тех лет, Сергею Салтыкову, Екатерина не только любила её, но «даже доверяла ей».
Живя, однако, в этой придворной атмосфере сентиментальных интриг и любовных похождений, княжна Гагарина не забывала и себя. Немолодая и некрасивая, но умная и изворотливая, обладая к тому же порядочным состоянием, она искала и для себя жениха среди придворной молодежи. К несчастью, два раза выбор её останавливался довольно неудачно на молодых красавцах, обративших уже на себя внимание самой Елизаветы. Заметив, вероятно, её склонность к Шувалову, императрица, как говорили, придиралась к ней в числе прочих придворных щеголих, делала ей выговоры за её наряды и даже формально запрещала ей носить те или другие модные уборы.
Лишь в третий раз судьба улыбнулась княжне Гагариной, когда ей приглянулся красавец Дмитрий Михайлович Матюшкин (1725—1800), возведённый впоследствии императором австрийским в графское достоинство. Тут уж ей помогла сама императрица, желавшая в это время отдалить княжну Гагарину от малого двора. Елизавета Петровна склонила старую генеральшу Матюшкину, не желавшую брака сына с пожилою, по её представлениям, княжною, дать своё согласие, и свадьба состоялась 6 ноября 1754 года.
Екатерина, хотя и с сожалением, рассталась со своей любимицей, но была довольна её счастьем и всегда к ней особенно благоволила. 8-го марта 1759 г. Анна Матюшкина присутствовала при кончине и перевезении тела дочери Екатерины, великой княжны Анны Петровны, в Невский монастырь, а потом на дежурстве до погребения. В день коронации Екатерины, 22 сентября 1762 г., она была пожалована в статс-дамы даже перед княгиней Е. Р. Дашковой. По словам Екатерины, «княжна страшно любила большой свет, роскошь и город и ненавидела деревню», однако после опалы своего мужа (1774) принуждена была удалиться в имения. Это позволило князю Щербатову упрекнуть Екатерину в том, что даже графиня Матюшкина, «всегда и во время гонения её бывшая к ней привязана, наконец отброшена стала».
Особенно отличал Матюшкину и император Павел I в память службы её при дворе его отца и через 6 дней по вступлении своем на престол возвел её в достоинство обер-гофмейстерины. В этом звании она первая начала носить портрет на правой стороне. В день коронации своей, на которую, за дряхлостью, графиня Матюшкина не могла приехать из Петербурга, Павел пожаловал её в кавалерственные дамы ордена св. Екатерины 1 класса, а через некоторое время, в знак особой своей милости, препроводил ей для ношения свой и императрицы Марии Федоровны портреты.

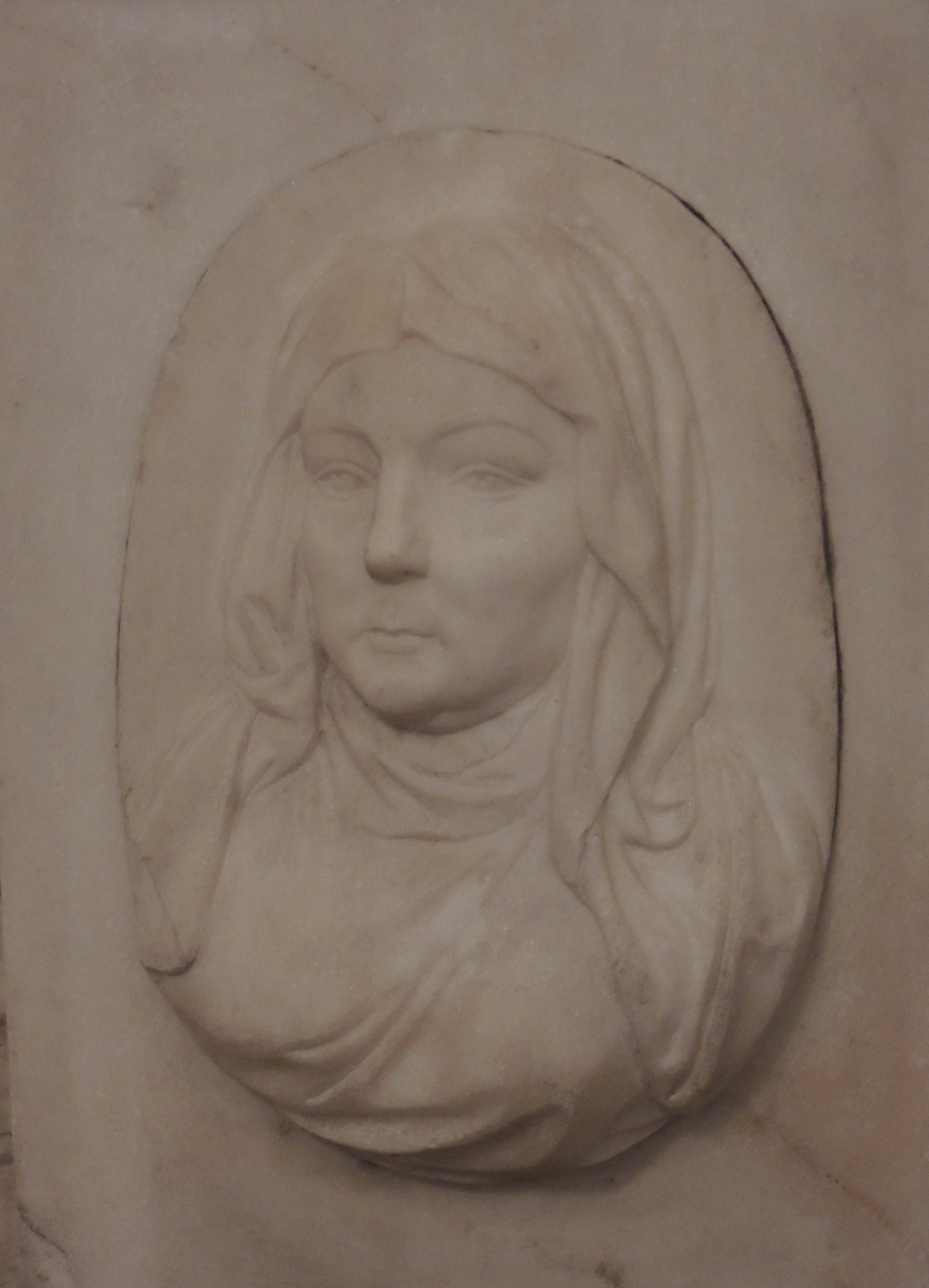
Мраморный рельеф на гробнице графини Матюшкиной

В Петербурге графине Матюшкиной принадлежали особняк на Большой Морской, 55 и дворец на Невском проспекте напротив временного Зимнего дворца. После смерти брата также унаследовала подмосковные имения Трёхгорное и Сенницы. Скончалась она 3 мая 1804 г. и была погребена в Александро-Невской лавре, в палатке между церковью Благовещения и Св. Духа. Имела сына и дочь:
- Софья (1755—1796), фрейлина Екатерины II, с юных лет была известна своей красотой и влюбчивостью, но долго не могла найти подходящую партию. В 1788 г. наконец выдана императрицей за польского эмигранта Юрия Виельгорского (его первая жена). Скончалась через три недели после родов от лихорадки, оставив после себя семерых детей, заботы о воспитании которых взяла на себя бабушка Анна Алексеевна.
- Николай (1756—1775), флигель-адъютант, воспитывался вместе с великим князем Павлом Петровичем и сопутствовал ему в маскарадных увеселениях. Похоронен в Донском монастыре.